# 마르디 그라

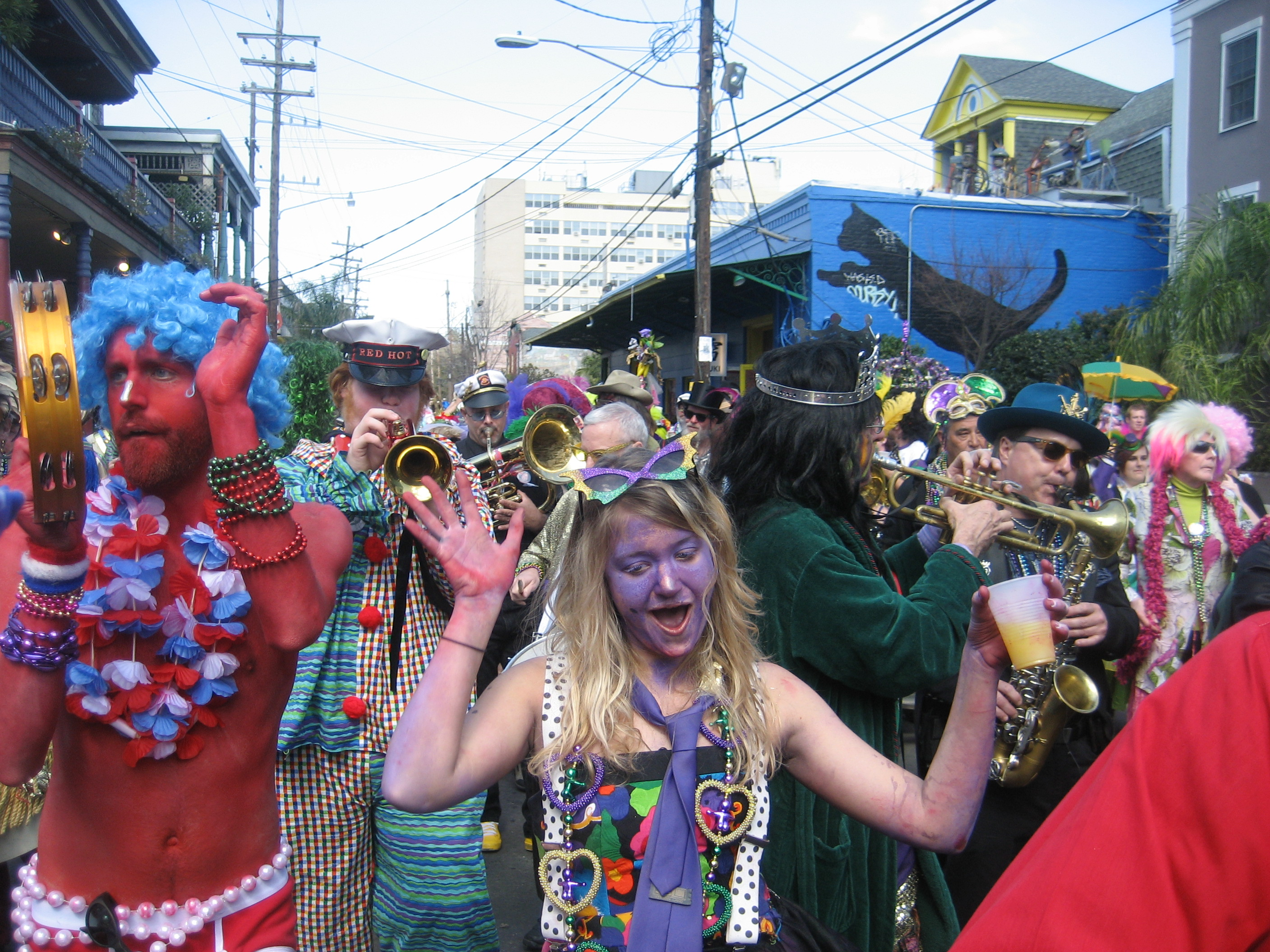
뉴올리언스의 마르디 그라

마르디 그라(프랑스어: Mardi gras)는 사육제의 마지막 날, 재의 수요일 전날을 의미한다. 영어로는 팬케이크 데이에 해당한다.
빅 이지(Big Easy)라는 별명을 가진 뉴올리언스에서 미국 최대 규모이자 가장 유명한 마디 그라(영어: Mardi Gras) 축제가 열리지만, 사실 이곳이 미국에서 처음으로 이 축제를 개최한 도시는 아니다.
역사학자들에 따르면 마르디 그라의 역사는 수천 년 전 로마에서 봄과 풍요로움을 기념하던 활기 넘치는 다신교도의 축제로 거슬러 올라간다고 한다. 중세 시대 기독교인이 당도했을 당시 종교 지도자들은 이곳의 전통적인 다신교도 지역 축제(다양한 퍼레이드와 풍부한 먹거리를 상상해보아라)를 전통으로 받아들이기로 결정하였으며, 이는 재의 수요일(Ash Wednesday)과 부활절(Easter Sunday) 사이의 40일간 금식하며 기도를 올리는 사순절(Lent)의 서막을 알리는 행사가 되었다. 프랑스인들이 후에 재의 수요일 전 화요일을 "마르디 그라"라 불렀으며, 
이는 "기름진 화요일(Fat Tuesday)"이라는 뜻이다.

## 나라별 마르디 그라

### 미국
가톨릭 교회 등의 서방 기독교의 사순절 전에 열리는 축제이기 때문에 미국 남부 (루이지애나, 앨라배마, 텍사스, 플로리다 등)에서 열리고있다. 뉴올리언스에서 열리는 것이 제일 잘 알려져 있다.
1699년 프랑스계 캐나다인 모험가였던 이베르빌 경 피에르 르무안(Pierre Le Moyne, Sieur d'Iberville)이 자신의 야영지를 푸앵 뒤 마르디 그라(Point du Mardi Gras)라 이름 붙이며 북아메리카에 마디 그라가 처음으로 들어오게 되었다. 그는 후에 야영지에서 소규모 잔치를 열기도 했는데, 오늘날 뉴올리언스에서 강 하류 쪽으로 97 km 거리에 위치한 곳이었다.
마디 그라 축제는 후에 뉴올리언스로 이전되기 전까지 프랑스령 루이지애나 영토의 수도였던 신도시 모빌(Mobile)에서 프랑스 군인과 정착민이 1703년도부터 즐기기 시작했다. 100년이 넘는 세월이 지난 후 1837년 뉴올리언스에서 마디 그라 거리 퍼레이드가 진행되었다는 최초의 기록이 있다. 폭력적 행위로 인해 축제가 폐지될 뻔한 이후로 뉴올리언스의 사업가들이 함께 미스틱 크루 오브 코머스(Mistick Krewe of Comus)라는 비밀 단체를 결성하여 정교하게 장식된 퍼레이드 카와 수많은 공연가, 그리고 퍼레이드가 끝난 후 진행되는 풍성한 축제로 구성된 테마 퍼레이드를 1857년도에 선보였다.
지난 150년간 이러한 단체와 퍼레이드가 반 전통문화, 반 광란의 파티로 진화하며 오늘날 미국 전역에서 치러지는 마디 그라 축제의 형상을 갖추게 되었다.

## 같이 보기
- 뚱뚱한 목요일
- 마슬레니차
- 팬케이크 데이
- 시드니 마디 그라